# انتشار عسكري

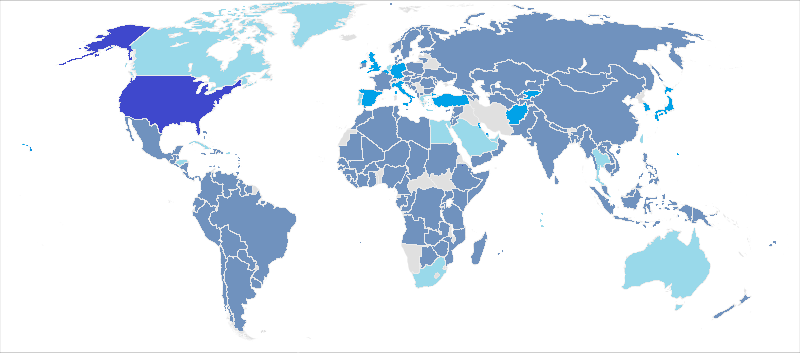

الانتشار العسكري (بالإنجليزية: Military deployment)، هو حركة القوات المسلحة والبنية التحتية لدعمها اللوجستي حول العالم.

## الولايات المتحدة الأمريكية
يُعرّف الجيش الأمريكي  المصطلح على النحو التالي:
1. في الاستخدام البحري، التغيير من نهج الإبحار أو التصرف في الاتصال إلى التصرف في المعركة.
2. تحركات القوات داخل مناطق العمليات.
3. التموضع الخارجي للقوات في تشكيل للمعركة.
4. نقل القوات والعتاد إلى مناطق العمليات المرغوبة.

تتكون عمليات الانتشار من الرجال والنساء الذين يتركون عائلاتهم ومنازلهم مع أفراد الخدمة الآخرين (الطيارون ومشاة البحرية والبحارة والجنود) ويذهبون إلى بلد آخر ويكسبون أجرًا قتاليًا. يمكن أن تستمر عمليات النشر هذه في أي مكان من 90 يومًا إلى 15 شهرًا. في جيش الولايات المتحدة، يتلقى الأعضاء ما يعرف برقعة القتال لارتدائها على زيهم الرسمي.
في معظم القوات البحرية في العالم، يُعيّن الانتشار فترة طويلة من الخدمة في البحر. تكرم البحرية الأمريكية أولئك الذين يكملون عمليات النشر بشريط خاص تُعرف باسم شريط نشر الخدمات البحرية.
يُعرف إعادة الانتشار بأنه عودة أفراد الخدمة في منطقة القتال إلى محطتهم السابقة (أي حيث يتمركزون مع العائلات، حيث كانوا قبل الانتشار). يُعرف الوقت بين عمليات النشر بوقت الاستقرار.